# Подводные лодки типа I-162
Подводные лодки типа I-162 (яп. 伊百六十二型潜水艦), также известные как тип «KD4» — серия японских дизель-электрических подводных лодок 1920-х годов. Были разработаны на основе подводных лодок типа I-153, но отличались слегка меньшими размерами и иным расположением торпедных аппаратов. В 1926—1930 годах было построено три подводные лодки этого типа, две из которых использовались и во Второй мировой войне. Одна из них, I-164, погибла в бою; другая же, I-162, с 1944 года использовалась как учебная, а с апреля 1945 — как носитель торпед «кайтэн» и оставалась на вооружении до конца войны, после чего была затоплена в 1946 году.

## Представители
| Заводской номер     | Судоверфь         | Дата закладки | Спуск на воду  | Ввод в строй    | Судьба                                                                  |
| ------------------- | ----------------- | ------------- | -------------- | --------------- | ----------------------------------------------------------------------- |
| I-61                | Мицубиси, Кобе    | ноябрь 1926   | 12 ноября 1927 | 6 апреля 1929   | затонула в результате столкновения с канонерской лодкой, 2 октября 1941 |
| I-62, с 1942: I-162 | Мицубиси, Кобе    |               | 29 ноября 1928 | 24 апреля 1930  | сдалась в 1945, затоплена в 1946                                        |
| I-64, с 1942: I-164 | верфь флота, Куре |               | 5 октября 1929 | 30 августа 1930 | потоплена подводной лодкой «Тритон» в районе Кагосимы, 17 мая 1942      |